# Kirk O'Bee
Kirk O'Bee (Ada, Michigan, 9 d'abril del 1977) va ser un ciclista estatunidenc que fou professional del 2001 fins al 2009.
El 2001 va ser suspès per la USADA per un any per donar positiu en testosterona en un control antidòping. L'any 2009 va ser exclòs de l'equip Bissell en donar positiu en EPO. De resultes d'això i per ser reincident, l'any següent fou suspès de per vida i fou desqualificat de tots els resultats obtinguts entre el 3 d'octubre de 2005 i el 29 de juliol de 2009.

## Palmarès
- 1997
  -  Campió dels Estats Units en Persecució per equips
- 1999
  - 1r a la Hasselt-Spa-Hasselt
  - 1r a la Lys Lez Lannoy
- 2001
  -  Campió dels Estats Units en Critèrium
- 2002
  - 1r a la Gran Premi de la vila de Rennes
  - 1r al Gran Premi Pino Cerami
- 2005
  - 1r al Tour de Delta i vencedor d'una etapa
  - Vencedor de 2 etapes a la Cascade Cycling Classic